# Tékane
Tékane är en ort och en stadskommun i Mauretanien. Kommunen ligger i regionen Trarza, i sydvästra Mauretanien. Den hade 22 447 invånare (2013).